# Campionati europei di sollevamento pesi 1957
I Campionati europei di sollevamento pesi 1957, 39ª edizione della manifestazione, si svolsero a Katowice dal 19 al 22 settembre.

## Formula
La formula prevedeva tre serie di sollevamenti:
- sollevamento a distensione a due mani;
- sollevamento a strappo a due mani;
- sollevamento a slancio a due mani.

## Titoli in palio
| Categoria            | Eventi         | Atleti |
| -------------------- | -------------- | ------ |
| Pesi gallo           | Fino a 56 kg   | 4      |
| Pesi piuma           | Fino a 60 kg   | 3      |
| Pesi leggeri         | Fino a 67.5 kg | 7      |
| Pesi medi            | Fino a 75 kg   | 7      |
| Pesi massimi leggeri | Fino a 82.5 kg | 7      |
| Pesi mediomassimi    | Fino a 90 kg   | 6      |
| Pesi massimi         | Oltre i 90 kg  | 8      |

## Nazioni partecipanti
Ai campionati parteciparono 42 atleti rappresentanti di 11 nazioni. Sette di queste entrarono nel medagliere. Tra parentesi i partecipanti per nazione.
- Austria (5)
- Cecoslovacchia (4)
- Danimarca (1)
- Finlandia (1)
- Francia (2)
- Germania Est (2)
- Germania Ovest (2)
- Polonia (7)
- Romania (4)
- Ungheria (7)
- Unione Sovietica (7)

## Risultati
| Evento       | Oro                   | Oro   | Argento              | Argento | Bronzo              | Bronzo |
| ------------ | --------------------- | ----- | -------------------- | ------- | ------------------- | ------ |
| 56 kg.       | Vladimir Vil'chovskij | 302,5 | Marian Jankowski     | 300,0   | Zbigniew Rusinowicz | 290,0  |
| 60 kg.       | Rafaėl' Čimiškjan     | 340,0 | István Balogh        | 310,0   | Georg Miske         | 307,5  |
| 67,5 kg.     | Ravil' Chabutdinov    | 375,0 | Jan Czepułkowski     | 352,5   | Marian Zieliński    | 347,5  |
| 75 kg.       | Chasan Jagly-Ogly     | 400,0 | Marcel Paterni       | 390,0   | Jan Bochenek        | 380,0  |
| 82,5 kg.     | Matvej Rudman         | 422,5 | Václav Pšenička Jr.  | 400,0   | Ireneusz Paliński   | 400,0  |
| 90 kg.       | Czesław Białas        | 420,0 | Klaus-Dieter Göhring | 390,0   | Zdeněk Srstka       | 382,5  |
| Oltre 90 kg. | Evgenij Novikov       | 480,0 | Eino Mäkinen         | 440,0   | Václav Syrový       | 425,0  |

## Medagliere
| Posiz. | Nazione          | Oro | Argento | Bronzo | Totale |
| ------ | ---------------- | --- | ------- | ------ | ------ |
| 1      | Unione Sovietica | 6   | 0       | 0      | 6      |
| 2      | Polonia          | 1   | 2       | 4      | 7      |
| 3      | Cecoslovacchia   | 0   | 1       | 2      | 3      |
| 4      | Germania Est     | 0   | 1       | 1      | 2      |
| 5      | Finlandia        | 0   | 1       | 0      | 1      |
| 5      | Francia          | 0   | 1       | 0      | 1      |
| 5      | Ungheria         | 0   | 1       | 0      | 1      |
| Totale | Totale           | 7   | 7       | 7      | 21     |

## Classifica a squadre
Il sistema di punteggio è basato sui punti distribuiti per l'esercizio totale in base allo schema adottato nel 1948:
| Pos. | Squadra          | Punti |
| ---- | ---------------- | ----- |
| 1    | Unione Sovietica | 30    |
| 2    | Polonia          | 15    |
| 3    | Cecoslovacchia   | 5     |
| 4    | Germania Est     | 4     |
| 5    | Finlandia        | 3     |
| 6    | Francia          | 3     |
| 7    | Ungheria         | 3     |